# Mandell Thomas
Mandell Thomas (Rochester, 27 luglio 1993) è un ex cestista statunitense, professionista in Europa.